# Петро Петрович (царевич)
Царевич Петро Петрович (29 жовтня (9 листопада) 1715, Санкт-Петербург — 25 квітня (6 травня) 1719, там же) — перший син Петра I від Катерини Олексіївни, який помер у ранньому дитинстві.

## Біографія

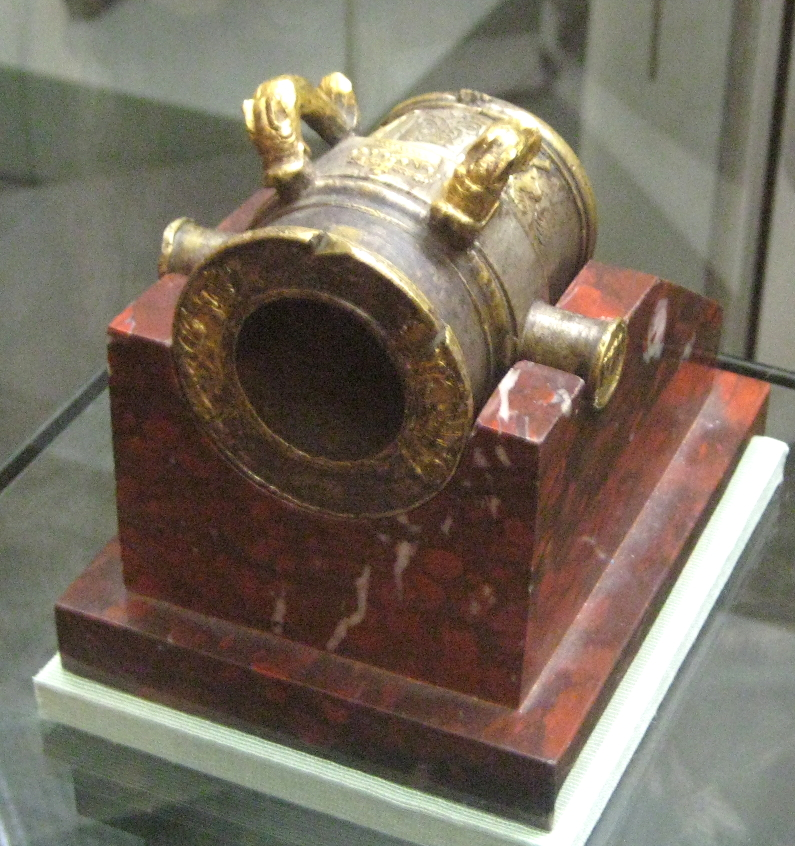
Модель мортири. Німеччина, 1718. Бронза, мармур, лиття, карбування, гравіювання. Піднесена німецькими послами царевичу Петру Петровичу 1718 року. ДІМ

Народився у Санкт-Петербурзі 29 жовтня (9 листопада) 1715 року, через 17 днів після свого тезки і племінника — великого князя Петра Олексійовича (майбутнього Петра II). На честь царевича говорилися «похвальні слова» (Феофан Прокопович), йому присвячувалися книги (Петро Шафіров, «Міркування» про причини початку російсько-шведської війни).
Хлопчик отримав ім'я свого батька, що було нетрадиційним для Романових, тому що не було прийнято хрестити ім'ям живого предка. «Особливо значущим для Петра I було назва сина, який народився 1715 р., Петром. У лютому 1718 р. він офіційно був оголошений спадкоємцем престолу замість старшого сина царя від першого шлюбу царевича Олексія. Таким чином підкреслювалася наступність від Петра-батька до Петра-сина, яка, втім, так і не реалізувалася на практиці через швидку смерть царевича».
Маніфестом 3 (14) лютого 1718 року проголошений спадкоємцем престолу після усунення Олексія Петровича; царевичу принесли особливу присягу (яку відмовлялися приносити, незважаючи на погрози страти та анафеми, деякі прихильники старих порядків). Присягу братові склав у тому числі й Олексій, який перебував під судом. Петро покладав великі сподівання Петра Петровича як продовжувача своєї справи. У листуванні Петра з Катериною батьки називали його «Шишечка». У цей період у вихідних даних книг вказувалося: «надруковано за спадкового благородного государя-царевича Петра Петровича».

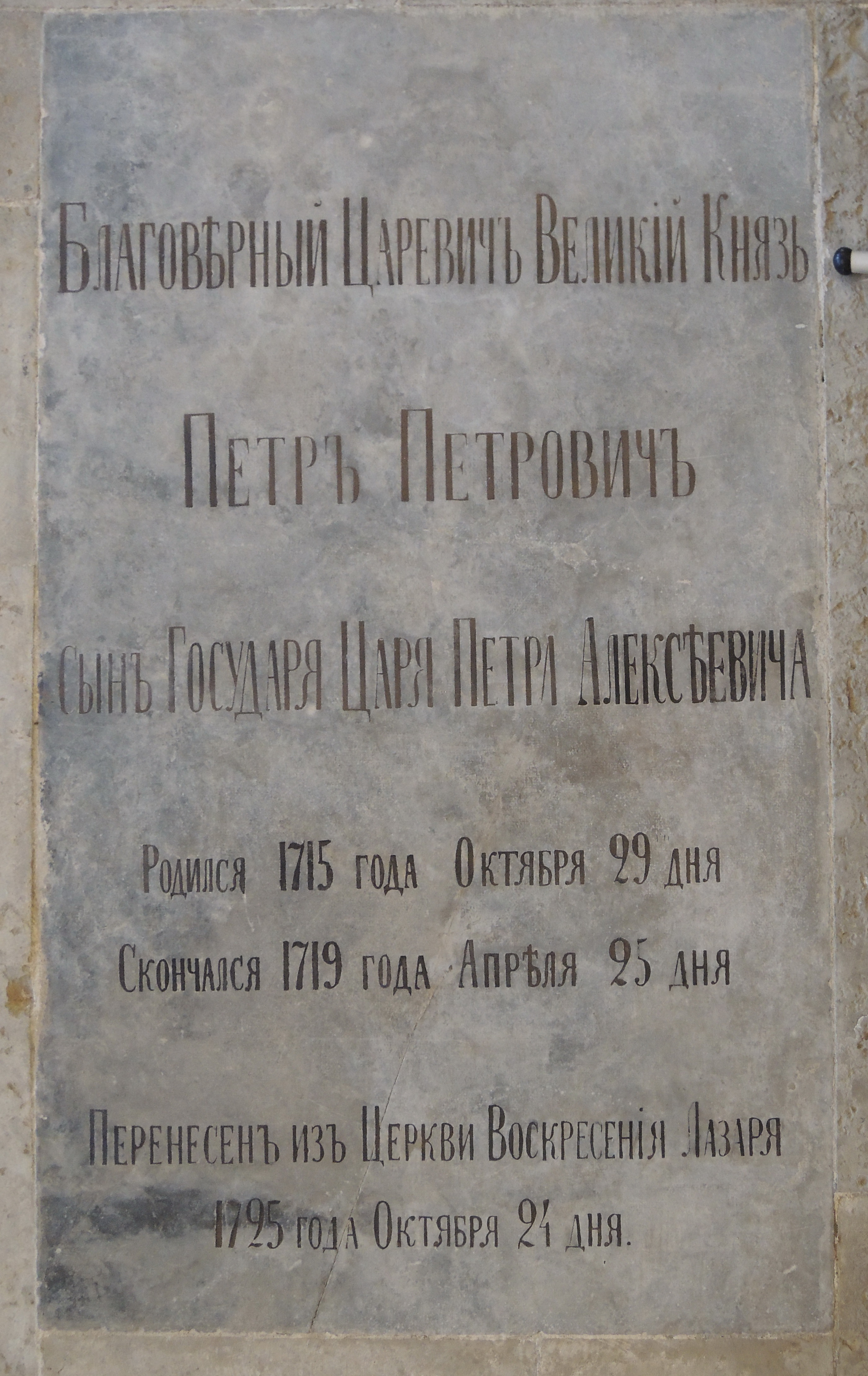

Восени 1718 року трирічний Петро, за повідомленнями французького посланця, «все ще не може говорити чи ходити», проте Петро I вважав, що пізнім розвитком царевич схожий нього самого.
Після народження був нагороджений орденом Андрія Первозванного.

### Смерть та поховання
Помер у Санкт-Петербурзі 25 квітня (6 травня) 1719 року. На його похороні Степан Лопухін (чоловік Наталії Лопухіної) надто веселився, за що був засланий із сім'єю до Сибіру.
Спочатку 26 квітня (7 травня) 1719 року був похований у церкві Воскресіння Лазаря Александро-Невського монастиря. 24 жовтня (4 листопада) 1719 року перепохований у Благовіщенській церкві. Це перепоховання викликало плутанину у пізніших дослідників, і породило версію, що імператор мав ще одного сина на ім'я Петро Петрович (1719 — жовтень 1723). Помилка була викрита істориком Миколою Устряловим.
Після смерті малолітнього спадкоємця порядок престолонаслідування в Росії став невизначеним (єдиним, крім государя, чоловічим представником роду Романових залишився його онук Петро Олексійович, батько якого був від престолонаслідування відсторонений, а потім засуджений на смерть). У 1722 Петро видав закон про право імператора самому призначати собі спадкоємця, але цим законом не скористався.
В 1732 драгунський солдат Ларіон Стародубцев (лже-Петро) оголосив себе (на річці Бузулуці) царевичем Петром, за що поплатився життям.